# 96街車站 (第二大道線)
96街車站（英語：96th Street station）是紐約地鐵IND第二大道線的地鐵站，位於曼哈頓上東城與東哈萊姆邊緣第二大道及96街，並是第二大道線第一期的北端總站，設有Q線（任何時候停站）與N線（尖峰時段）列車服務，於2017年1月1日啟用。

## 車站結構
| G        | 街道                  | 出入口                                                                           |
| M        | 夾層                  | 閘機、車站詢問處、MetroCard自動售票機 升降機位於介乎95街及96街的第二大道西側廣場 |
| P 月台層 | 南行 S1軌道           | 經布萊頓往康尼島-斯提威爾大道（尖峰時段 經海灘往康尼島-斯提威爾大道（86街）      |
| P 月台層 | 島式月台，左/右側開門 |                                                                                  |
| P 月台層 | 南行 S2軌道           | 經布萊頓往康尼島-斯提威爾大道（尖峰時段 經海灘往康尼島-斯提威爾大道（86街）      |

96街車站設有Q線（任何時候停站）與N線（尖峰時段停站）列車服務，是兩條路線的北端總站，設有一個島式月台和兩條軌道。與其他第二大道線車站相同，此站比其他大部份紐約地鐵地下車站寬。其建築與其他第二大道線車站一同由MTA資金建設主席Michael Horodniceanu博士比較，猶如華盛頓地鐵站一般月台大約深49英呎，是第一期3個車站當中最淺的。96街車站月台與其他第二大道線車站一樣寬27.8英呎
車站設有空調系統，確保在夏天時比其他地鐵站涼快華氏10度（攝氏6度）。因此車站需要設置大型通風系統和輔助建築，而不設傳統地鐵柵欄。車站亦按現時防火標準設計，大部分現存車站皆無防火標準另外，車站設有混凝土防水墊和溝渠以便防水。
車站以南92街以下設有一個剪式橫渡線，容許北行列車經S2軌道以任一軌道作總站，然後前往儲車軌道或經S1軌道南行。車站以北一段於1970年代興建，介乎99街至105街的隧道被翻新。車站北端的末端軌道，現時止於99街，可儲存四列列車，每條軌道兩列。